# Malajski papar
Malajski papar (“etiopski papar”; lat. Xylopia aethiopica), korisno vazdazeleno drvo iz roda ksilopija, porodica Annonaceae, rašireno po tropskim dijelovima Afrike.

## Opće informacije
X. aethiopica je zimzeleno drvo s mnogo razgranatom, uskom krošnjom; može narasti 15 - 30 metara. Čisto, ravno stablo, koje može biti 25 - 70 cm u promjeru, često ima kratke potporne korijene ili podupirače. Etiopski papar je višenamjensko drvo koje je vrlo važno u lokalnom gospodarstvu, opskrbljujući hranom, širokim spektrom lijekova, drvetom i mnogim drugim dobrima. Plod se jedno vrijeme izvozilo u Europu. I dalje je važan predmet trgovine diljem Afrike, prodaje se na lokalnim tržnicama kao začin i lijek. Drvo se često uzgaja u blizini sela i često je zaštićeno kada raste u šumi. Također se ponekad sadi kao ukras i za stvaranje hlada.

## Rasprostranjenost
Tropska Afrika - od Senegala do Sudana, južno do Angole, Zambije i Mozambika.

## Stanište
Nizinske prašume, obalne bočate močvare i litoralne formacije te listopadne i rubne šume zona gvinejske savane.

## Pojedinosti o uzgoju
Etiopska papar je biljka vlažnih, nizinskih tropskih krajeva, gdje se može naći na nadmorskoj visini od 200 do 500 metara. Nalazi se u područjima gdje je srednja godišnja temperatura u rasponu od 20°c - 31°c, a srednja godišnja količina oborina 1500 - 2500 mm. Nalazi se u divljini na dobro dreniranim ilovastim i pjeskovitim ilovastim tlima. Mlada stabla brzo rastu prve tri godine. Tipični prinosi plodova su oko dvije do tri metričke tone godišnje po hektaru.

## Hrana
Plod – koristi se kao začin za aromatiziranje jela. Plod se suši i zgnječi u prah. Koristi se kao 'papar'. Plodovi su uski, tamno smeđi ili crni, dugi oko 5 cm, rađaju u grozdovima na čvrstoj peteljci. Sjemenke se koriste kao zamjena za papar. Aromatičan, opor okus.
Macerat od lišća dodaje se palminom vinu za dobivanje lokalno popularnog opojnog pića.

## Ljekovitost
Ekstrakt ploda ili izvarak kore koristan je u liječenju bronhitisa i dizenteričnih stanja. Koristi se i kao lijek protiv žuči i febrilnih bolova.
Kora se potopi u palmino vino koje se zatim daje u količini od jedne ili dvije čaše dnevno za liječenje napadaja astme; bolovi u trbuhu; i reume. Kora u prahu se posipa na čireve.
Korijen je jako aromatičan. Koncentrirani uvarak korijena koristi se kao tekućina za ispiranje usta kod zubobolje. Korijen u prahu, pomiješan sa soli, koristi se kao lijek protiv zatvora. Korijen u prahu koristi se izvana kao oblog za rane; za utrljavanje desni u liječenju pioreje; te u lokalnom liječenju raka. Uvarak lišća i korijena koristi se kao opći tonik za liječenje groznice i slabosti.
Listovi imaju oštar miris. Uvarak se koristi protiv reume i kao sredstvo za povraćanje. Listovi u prahu uzimaju se kao burmut za liječenje glavobolje, a koriste se i za trenje prsnog koša za liječenje bronhio-pneumonije. Sok od lista, pomiješan s oraščićem kole (Cola spp.) daje se u vrijeme epileptičkih napadaja. Voće se također koristi za začinjanje bolesnikove hrane.
Plod je anthelmintik, antitusik, karminativ, emenagog, purgativ i sredstvo protiv bolova. Plodovi se posebno preporučuju kao tonik za žene koje žele poboljšati plodnost i za one koje su nedavno rodile. Plodovi se puše poput duhana, a dim od mješavine osušenog ljuštenog voća i duhana udiše se za ublažavanje bolesti dišnog sustava. Plodovi se često ugrađuju u pripravke za klistir i za vanjsku upotrebu gdje se njegova revulzivna svojstva mogu dobro iskoristiti za liječenje bilo kojeg bolnog područja uključujući bolove u prsima, bokovima i rebrima; lumbago i neuralgija. Također se koriste u liječenju čireva.
Sjemenke su, odvojeno od ploda, emetik, galaktagog, rubefaciens, stimulans i vermifug. Samljeveno sjeme daje se majkama koje doje kako bi povećale protok mlijeka. Ekstrakt sjemenki se uzima za oslobađanje tijela od okruglih crva i kao lijek za žuč. Zgnječene sjemenke trljaju se na čelo za liječenje glavobolje i neuralgije.
Za biljku se kaže da sadrži anonacein, koji je alkaloid koji prema nekim autoritetima djeluje nalik morfiju, a prema drugima je glikozid.
Plod sadrži hlapljivo aromatično ulje, fiksirano ulje i rutin.

## Ostale namjene
Biljka sadrži 2 - 4,5% eteričnih ulja. Ulje iz kore sastoji se uglavnom od pinena, trans-pinokarveola, verbenona i mirtenola; dok je ulje lišća uglavnom spatulenol, kripton, beta-kariofilen i limonen.
Svježa mirisna kora čuva se kao tamjan u kolibama.
Plod, samljeven s paprikom Capsicum, miješa se s kola orašastim plodovima i koristi se kao repelent za žižak kole (Balanogastris kolae). Mljeveni plod dodaje se burmutu kako bi se povećala njegova oporost. Plodovi se ponekad stavljaju u posude s vodom kako bi se voda pročistila.
Sjemenke, odvojene od ploda, zamjena su za papar, a imaju i kozmetičku primjenu. Pomiješani s drugim začinima utrljavaju se na tijelo kao kozmetičko i mirisno sredstvo, a obično se koriste i kao parfem za odjeću.
Debela, vlaknasta kora se lako ljušti i daje uže. Kora se koristi za izradu vrata i pregrada te za omatanje baklji.
Drvo korijena može se koristiti kao pluto. Drvo je bijelo ili blijedo žućkastosmeđe u srcu i prilično tvrdo. Kažu da je lagan i krt u Sierra Leoneu i da nema komercijalnu primjenu, ali drugdje da je težak, jak i elastičan, te se koristi u svrhe koje zahtijevaju otpornost kao što su konstrukcija čamaca, jarboli, vesla, vesla i poluge . Tradicionalno se koristi za izradu lukova i samostrela za lovce i ratnike. Drvo je otporno na napade termita i koristi se u izgradnji koliba za stupove, letvice, krovne grebene i grede. Drvo je dobro gorivo. Gori vrelim plamenom i koristilo se kao gorivo za parobrod.

## Sinonimi
- Annona aethiopica (Dunal) Steud.; Nom. ed. II. 2: 737 (1841)
- Habzelia aethiopica (Dunal) A.DC.; Mém. Anon. 31 (1832)
- Unona aethiopica Dunal; Monogr. Anon. 113 (1817)
- Uvaria aethiopica (Dunal) Rich.; Guillaumin & Perr. Fl. Seneg. Tent. 1: 9 (1830)
- Uvaria eminii Engl.; Pflanzenw. Ost-Afrikas, C: 179 (1895)
- Xylopia dekeyzeriana De Wild.; Ann. Mus. Congo Belge, Bot. sér. 5, 1[1]: 43 (1903)
- Xylopia eminii Engl.; Pflanzenw. Ost-Afrikas C (1895) 179
- Xylopia gilletii De Wild.; Ann. Mus. Congo Belge, Bot. sér. 5, 1[1]: 42 (1903)
- Xylopicrum aethiopicum (Dunal) Kuntze; Revis. Gen. Pl. (1891) 8